# Perrières
Perrières – miejscowość i gmina we Francji, w regionie Normandia, w departamencie Calvados.
Według danych na rok 1990 gminę zamieszkiwały 254 osoby, a gęstość zaludnienia wynosiła 31 osób/km² (wśród 1815 gmin Dolnej Normandii Perrières plasuje się na 637. miejscu pod względem liczby ludności, natomiast pod względem powierzchni na miejscu 635.).